# Jane Rogers
Jane Rogers, född 21 juli 1952, är en brittisk författare, redaktör, manusförfattare, lektör, och lärare i kreativt skrivande. Hon är mest känd för romanerna Mr. Wroe's Virgins och The Voyage Home. 1994 blev Rogers vald till ledamot av Royal Society of Literature.
Hennes senaste roman, Jessie Lambs testamente (2013) (The Testament of Jessie Lamb) är hennes första roman som översatts till svenska. Den var också nominerad för Man Booker Prize och vann Arthur C. Clarke Award.

## Priser och utmärkelser
- 1994 - Ledamot av Royal Society of Literature
- 2011 - Nominerad till The Man Booker Prize for Fiction (för Jessie Lambs testamente)
- 2011 - Arthur C. Clarke Award (för Jessie Lambs testamente)